# Barbourula
Barbourula – rodzaj płazów bezogonowych z rodziny kumakowatych (Bombinatoridae).

## Zasięg występowania
Rodzaj obejmuje gatunki występujące w klimacie subtropikalnym lub tropikalnym i znane wyłącznie z siedlisk na wyspach Borneo i Palawan.

## Systematyka

### Etymologia
Barbourula: Thomas Barbour (1884–1946), amerykański herpetolog.

### Podział systematyczny
Analizy filogenetyczne wykorzystujące cechy jądrowego i mitochondrialnego DNA sugerują, że najbliższym krewnym płaskogłówki jest rodzaj Bombina. Barbourula stanowi bardzo starą linię ewolucyjną – od Bombina odłączyła się prawdopodobnie jeszcze w paleogenie, a linie rozwojowe B. busuangensis i B. kalimantanensis rozeszły się w późnym miocenie. Do rodzaju należą następujące gatunki:
- Barbourula busuangensis Taylor & Noble, 1924
- Barbourula kalimantanensis Iskandar, 1978